# Jean O. Lanjouw
Jean (Jenny) Olson Lanjouw (* 1962 in Seattle, Washington; † 1. November 2005 in Washington, D.C.) war eine US-amerikanische Ökonomin, Autorin, Wissenschaftlerin und Professorin an der University of California, Berkeley.

## Leben
Lanjouw studierte zunächst Mathematik und Ökonomie an der Miami University (B.A. summa cum laude); Ökonomie an der Delhi School of Economics, Indien (M.Sc.) und bis 1987 Ökonomie und Politikwissenschaften an der London School of Economics and Political Science. 1992 wurde sie in Ökonomie promoviert. Nach Stationen an der London School of Economics (1988.1991) und an der Yale University (1992–2004) wurde sie Professorin an der University of California, Berkeley.
Jean O. Lanjouw galt als führende Wissenschaftlerin auf dem Gebiet der Entwicklung in der Dritten Welt.

## Publikationen
- A Patent Policy Proposal for Global Diseases, 2001
- Opening Doors to Research: A New Global Patent Regime for Pharmaceuticals, 2003